# Завземане: Бруклин 2
Завземане: Бруклин 2 е кеч шоу в сериите Завземане, което се провежда на 20 август 2016 в Barclays Center, Бруклин, Ню Йорк. Събитието е продуцирано от WWE, представящо тяханта развиваща се марка NXT, излъчвайки се на живо по WWE Network.
Осем мача се провеждат по време на събитието, включително два мача, презаписани за следващия епизод на NXT. В главния мач, Шинске Накамура побеждава Самоа Джо, печелейки Титлата на NXT. Събитието се отличава с дебютите на Боби Рууд и Ембър Муун.

## Продукция

### Заден план
| Роля               | Име           |
| ------------------ | ------------- |
| Коментатори        | Том Филипс    |
| Коментатори        | Кори Грейвс   |
| Говорител на ринга | Грег Хамилтън |
| Част от предв. шоу | Рене Йънг     |
| Част от предв. шоу | Лита          |
| Част от предв. шоу | Мауро Ронало  |

Сериите на Завземане от кеч шоута започват от 29 май 2014, когато развиващата се марка на WWE, WWE NXT излъчват второ събитие по Мрежата на WWE, обявено като Завземане. В по-следващи месеци „Завземане“ става марка, използвана за техните NXT събития на живо, провеждайки Завземане: Фатална четворка, Завземане: Р Еволюция, Завземане: Враг и Завземане: Неудържими, Завземане: Респект и Завземане: Край. Завземане: Бруклин е първото шоу от сериите, извън Full Sail University, докато Завземане: Лондон е първото извън САЩ. Завземане: Бруклин 2 е единайсетото подред шоу под името Завземане, третото за 2016 и второто, провело се в Barclays Center.

### Сюжети
На 27 юли, в епиздод на NXT, Главния мениджър Уилям Ригъл обявява Шинске Накамура за главен претендент срещу Самоа Джо за Титлата на NXT на Завземане: Бруклин 2. Джо, недоволен от опонента си, отказва да се бие срещу Накамура и заявява друг претендент, но приема, след като Ригъл го заплашва, че ще му отнеме титлата.
На Завземане: Далас, Аска побеждава Бейли за Титлата при жените на NXT чрез предаване, когато Бейли остава в безсъзнание. На 18 май, в епизод на NXT, Ная Джакс побеждава Бейли и я контузва. На Завземане: Край, Джакс, която замества Бейли, е победена от Аска. Бейли се завръща на 22 юни, в епизод на NXT, където побеждава Диона Пуразо. През следващите седмици, напреженията между Бейли и Аска се увеличават, преди мача, уреден между двете на Завземане: Бруклин 2. На 3 август, след като Аска побеждава Алия, Бейли, която стоя краи ринга, след като Аска ѝ отавя стол, влезе на ринга когато Аска отказва да пусне Алия от нейния ключов ход Захвата на Аска. На 17 август 2016, в епизод на NXT, Аска и Бейли подписват договор за своя мач.
На 3 август, на NXT, се пуска реклама за предстоящия дебют на Ембър Муун на Завземане: Бруклин 2. На 17 август, в епизода на NXT, Били Кей настоява главния мениджър Уилям Ригъл да обяви нея като опонентката на Ембър Муун
На 3 август, на NXT, Боби Рууд прави своя телевизионен дебют на NXT. На следващата седмица, след като Андраде ”Сиен” Алмас побеждава Анфжело Доукинс, Рууд информира Алмас, че Главния мениджър Уилям Ригъл е уредил мач между тях на Завземаен: Бруклин 2.

## Резултати
| №                                                                                                 | Резултати                                                                                       | Правила                                       | Време |
| ------------------------------------------------------------------------------------------------- | ----------------------------------------------------------------------------------------------- | --------------------------------------------- | ----- |
| 1N                                                                                                | Тай Дилинджър победи Уесли Блейк                                                                | Индивидуален мач                              | 12:11 |
| 2N                                                                                                | Авторите на болка (Ейкам и Резар) (с Пол Елеринг) победиха Ти Ем 61 (Ник Милър и Шейн Торн)     | Отборен мач                                   | 11:11 |
| 3                                                                                                 | Остин Ейрис победи Но Уей Хосе чрез предаване                                                   | Индивидуален мач                              | 10:42 |
| 4                                                                                                 | Ембър Муун победи Били Кей                                                                      | Индивидуален мач                              | 4:35  |
| 5                                                                                                 | Боби Рууд победи Андраде „Сиен“ Алмас                                                           | Индивидуален мач                              | 10:22 |
| 6                                                                                                 | Възраждане (Скот Доусън и Даш Уайлдър) (ш) победиха Джони Гаргано и Томасо Чампа чрез предаване | Отборен мач за Отборните титли на NXT         | 19:10 |
| 7                                                                                                 | Аска (ш) победи Бейли                                                                           | Индивидуален мач за Титлата при жените на NXT | 14:07 |
| 8                                                                                                 | Шинске Накамура победи Самоа Джо (ш)                                                            | Индивидуален мач за Титлата на NXT            | 21:14 |
| - (ш) – указва шампиона/шампионите в мача - N – показва, че мача е записан за бъдещ епизод на NXT |                                                                                                 |                                               |       |